# Tour Down Under 2019
Die 21. Tour Down Under 2019 war ein Etappenrennen in Australien und fand in der Region von Adelaide statt. Es fand vom 15. bis zum 20. Januar 2019 statt und war das erste von insgesamt 38 Rennen der UCI WorldTour 2019.

## Teilnehmende Mannschaften
| WorldTeams (18)- AG2R La Mondiale - Astana - Bahrain-Merida - Bora-hansgrohe - CCC Team - Deceuninck-Quick Step - Dimension Data - EF Education First - Groupama-FDJ - Team Jumbo-Visma - Katusha-Alpecin - Lotto Soudal - Mitchelton-Scott - Movistar Team - Sky - Team Sunweb - Trek-Segafredo - UAE Team Emirates National team with sponsor name- UniSA-Australia |
| |

## Etappen
Wegen großer Hitze und teils Temperaturen von über 40 Grad Celsius im Schatten und starkem Wind wurde die erste Etappe von North Adelaide nach Port Adelaide um 3,4 km gekürzt. Auch die zweite Etappe von Norwood nach Angaston musste deshalb um 26,9 km verkürzt werden.
| Etappe    | Datum    | Etappenorte                    | type                 | Länge (km) | Etappensieger    | Gesamtführender |
| --------- | -------- | ------------------------------ | -------------------- | ---------- | ---------------- | --------------- |
| 1. Etappe | 15. Jan. | North Adelaide – Port Adelaide | Flachetappe          | 129        | Elia Viviani     | Elia Viviani    |
| 2. Etappe | 16. Jan. | Norwood – Angaston             | Flachetappe          | 122,1      | Patrick Bevin    | Patrick Bevin   |
| 3. Etappe | 17. Jan. | Lobethal – Uraidla             | Hügelige Etappe      | 146,2      | Peter Sagan      | Patrick Bevin   |
| 4. Etappe | 18. Jan. | Unley – Athelstone             | Mittelschwere Etappe | 129,2      | Daryl Impey      | Patrick Bevin   |
| 5. Etappe | 19. Jan. | Glenelg – Strathalbyn          | Flachetappe          | 149,5      | Jasper Philipsen | Patrick Bevin   |
| 6. Etappe | 20. Jan. | McLaren Vale – Willunga Hill   | Mittelschwere Etappe | 151,5      | Richie Porte     | Daryl Impey     |

### 1. Etappe
Kurz nach dem Start konnten Jason Lea (Australien/UniSA-Australia), Artjom Sacharow (Kasachstan/Astana), Michael Storer (Australien/Sunweb) und Patrick Bevin (Neuseeland/CCC) vom Feld absetzen. Sie fuhren sich maximal drei Minuten Vorsprung heraus. Lea gewann die einzige Bergwertung des Tages und sicherte sich so das Trikot des besten Kletterers. Bevin ließ sich als erster Fahrer ins Peloton zurückfallen 40 km vor dem Ziel und danach wurden die restlichen drei auch wieder eingeholt. Nachdem es keine weiteren Attacken gab, kam es zum Massensprint. Diesen Sprint konnte Elia Viviani (Italien/Deceunick-Quick Step) vor Max Walscheid (Deutschland/Sunweb) für sich entscheiden. Viviani war damit erster Führender in der Gesamtwertung.
| \| Etappenergebnis \| Etappenergebnis \| Etappenergebnis \| Etappenergebnis \| Etappenergebnis \| \| Fahrer \| Fahrer \| Land \| Team \| Zeit \| \| --------------- \| -------------------- \| --------------- \| --------------------- \| --------------- \| \| 1. \| Elia Viviani \| Italien \| Deceuninck-Quick Step \| 3 h 19 min 47 s \| \| 2. \| Max Walscheid \| Deutschland \| Team Sunweb \| + 0 s \| \| 3. \| Jakub Mareczko \| Italien \| CCC Team \| + 0 s \| \| 4. \| Phil Bauhaus \| Deutschland \| Bahrain-Merida \| + 0 s \| \| 5. \| Ryan Gibbons \| Südarfika \| Dimension Data \| + 0 s \| \| 6. \| Jasper Philipsen \| Belgien \| UAE Team Emirates \| + 0 s \| \| 7. \| Kristoffer Halvorsen \| Norwegen \| Team Sky \| + 0 s \| \| 8. \| Peter Sagan \| Slowakei \| Bora-Hansgrohe \| + 0 s \| \| 9. \| Danny van Poppel \| Niederlande \| Team Jumbo-Visma \| + 0 s \| \| 10. \| Daniel Hoelgaard \| Norwegen \| Groupama-FDJ \| + 0 s \| |                      |             |                       |                 |
| |                      |             |                       |                 |
| Quelle: ProCyclingStats |                      |             |                       |                 |
| Etappenergebnis |                      |             |                       |                 |
| Fahrer | Fahrer               | Land        | Team                  | Zeit            |
| 1. | Elia Viviani         | Italien     | Deceuninck-Quick Step | 3 h 19 min 47 s |
| 2. | Max Walscheid        | Deutschland | Team Sunweb           | + 0 s           |
| 3. | Jakub Mareczko       | Italien     | CCC Team              | + 0 s           |
| 4. | Phil Bauhaus         | Deutschland | Bahrain-Merida        | + 0 s           |
| 5. | Ryan Gibbons         | Südarfika   | Dimension Data        | + 0 s           |
| 6. | Jasper Philipsen     | Belgien     | UAE Team Emirates     | + 0 s           |
| 7. | Kristoffer Halvorsen | Norwegen    | Team Sky              | + 0 s           |
| 8. | Peter Sagan          | Slowakei    | Bora-Hansgrohe        | + 0 s           |
| 9. | Danny van Poppel     | Niederlande | Team Jumbo-Visma      | + 0 s           |
| 10. | Daniel Hoelgaard     | Norwegen    | Groupama-FDJ          | + 0 s           |

| \| Gesamtwertung \| Gesamtwertung \| Gesamtwertung \| Gesamtwertung \| Gesamtwertung \| \| Fahrer \| Fahrer \| Land \| Team \| Zeit \| \| ------------- \| -------------------- \| ------------- \| --------------------- \| --------------- \| \| 1. \| Elia Viviani \| Italien \| Deceuninck-Quick Step \| 3 h 19 min 37 s \| \| 2. \| Max Walscheid \| Deutschland \| Team Sunweb \| + 4 s \| \| 3. \| Patrick Bevin \| Neuseeland \| CCC Team \| + 5 s \| \| 4. \| Michael Storer \| Australien \| Team Sunweb \| + 5 s \| \| 5. \| Jakub Mareczko \| Italien \| CCC Team \| + 6 s \| \| 6. \| Jason Lea \| Australien \| UniSA-Australia \| + 8 s \| \| 7. \| Phil Bauhaus \| Deutschland \| Bahrain-Merida \| + 10 s \| \| 8. \| Ryan Gibbons \| Südarfika \| Dimension Data \| + 10 s \| \| 9. \| Jasper Philipsen \| Belgien \| UAE Team Emirates \| + 10 s \| \| 10. \| Kristoffer Halvorsen \| Norwegen \| Team Sky \| + 10 s \| |                      |             |                       |                 |
| |                      |             |                       |                 |
| Quelle: ProCyclingStats |                      |             |                       |                 |
| Gesamtwertung |                      |             |                       |                 |
| Fahrer | Fahrer               | Land        | Team                  | Zeit            |
| 1. | Elia Viviani         | Italien     | Deceuninck-Quick Step | 3 h 19 min 37 s |
| 2. | Max Walscheid        | Deutschland | Team Sunweb           | + 4 s           |
| 3. | Patrick Bevin        | Neuseeland  | CCC Team              | + 5 s           |
| 4. | Michael Storer       | Australien  | Team Sunweb           | + 5 s           |
| 5. | Jakub Mareczko       | Italien     | CCC Team              | + 6 s           |
| 6. | Jason Lea            | Australien  | UniSA-Australia       | + 8 s           |
| 7. | Phil Bauhaus         | Deutschland | Bahrain-Merida        | + 10 s          |
| 8. | Ryan Gibbons         | Südarfika   | Dimension Data        | + 10 s          |
| 9. | Jasper Philipsen     | Belgien     | UAE Team Emirates     | + 10 s          |
| 10. | Kristoffer Halvorsen | Norwegen    | Team Sky              | + 10 s          |

### 2. Etappe
Wieder kurz nach dem Beginn der Etappe konnten sich Jason Lea (Australien/UniSA-Australia), Artjom Sacharow (Kasachstan/Astana) und Jaime Castrillo (Spanien/Movistar) vom Feld lösen. Rund 50 Kilometer vor dem Ziel aber wurde das Trio, das zwischenzeitlich drei Minuten Vorsprung herausgefahren hatte, wieder gestellt. Lea verteidigte dabei sein Bergtrikot, da er die Bergwertung des Tages gewann. Danach attackierten Manuele Boaro (Italien/Bahrain-Merida) und Matthieu Ladagnous (Frankreich/Groupama-FDJ). Nach kurzer gemeinsamer Zeit nach der Spitze des Rennens ließ sich Boaro zurückfallen und Ladagnous konnte sich bis etwa zwei Kilometer vor dem Ziel vorne halten. Auf dem Schlusskilometer kam es zu einem Massensturz, weshalb es zu einem Sprint einer kleinen Gruppe kam. Patrick Bevin (Neuseeland/CCC) gewann vor Caleb Ewan (Australien/Lotto Soudal). Bevin eroberte sich damit ockerfarbene Trikot des Gesamtführenden.
| \| Etappenergebnis \| Etappenergebnis \| Etappenergebnis \| Etappenergebnis \| Etappenergebnis \| \| Fahrer \| Fahrer \| Land \| Team \| Zeit \| \| --------------- \| -------------------- \| ------------------ \| --------------------- \| --------------- \| \| 1. \| Patrick Bevin \| Neuseeland \| CCC Team \| 3 h 14 min 31 s \| \| 2. \| Caleb Ewan \| Australien \| Lotto-Soudal \| + 0 s \| \| 3. \| Peter Sagan \| Slowakei \| Bora-Hansgrohe \| + 0 s \| \| 4. \| Danny van Poppel \| Niederlande \| Team Jumbo-Visma \| + 0 s \| \| 5. \| Jasper Philipsen \| Belgien \| UAE Team Emirates \| + 0 s \| \| 6. \| Phil Bauhaus \| Deutschland \| Bahrain-Merida \| + 0 s \| \| 7. \| Elia Viviani \| Italien \| Deceuninck-Quick Step \| + 0 s \| \| 8. \| Luis León Sánchez \| Spanien \| Astana \| + 0 s \| \| 9. \| Kiel Reijnen \| Vereinigte Staaten \| Trek-Segafredo \| + 0 s \| \| 10. \| Kristoffer Halvorsen \| Norwegen \| Team Sky \| + 0 s \| |                      |                    |                       |                 |
| |                      |                    |                       |                 |
| Quelle: ProCyclingStats |                      |                    |                       |                 |
| Etappenergebnis |                      |                    |                       |                 |
| Fahrer | Fahrer               | Land               | Team                  | Zeit            |
| 1. | Patrick Bevin        | Neuseeland         | CCC Team              | 3 h 14 min 31 s |
| 2. | Caleb Ewan           | Australien         | Lotto-Soudal          | + 0 s           |
| 3. | Peter Sagan          | Slowakei           | Bora-Hansgrohe        | + 0 s           |
| 4. | Danny van Poppel     | Niederlande        | Team Jumbo-Visma      | + 0 s           |
| 5. | Jasper Philipsen     | Belgien            | UAE Team Emirates     | + 0 s           |
| 6. | Phil Bauhaus         | Deutschland        | Bahrain-Merida        | + 0 s           |
| 7. | Elia Viviani         | Italien            | Deceuninck-Quick Step | + 0 s           |
| 8. | Luis León Sánchez    | Spanien            | Astana                | + 0 s           |
| 9. | Kiel Reijnen         | Vereinigte Staaten | Trek-Segafredo        | + 0 s           |
| 10. | Kristoffer Halvorsen | Norwegen           | Team Sky              | + 0 s           |

| \| Gesamtwertung \| Gesamtwertung \| Gesamtwertung \| Gesamtwertung \| Gesamtwertung \| \| Fahrer \| Fahrer \| Land \| Team \| Zeit \| \| ------------- \| --------------- \| ------------- \| --------------------- \| --------------- \| \| 1. \| Patrick Bevin \| Neuseeland \| CCC Team \| 6 h 34 min 03 s \| \| 2. \| Elia Viviani \| Italien \| Deceuninck-Quick Step \| + 5 s \| \| 3. \| Caleb Ewan \| Australien \| Lotto-Soudal \| + 9 s \| \| 4. \| Max Walscheid \| Deutschland \| Team Sunweb \| + 9 s \| \| 5. \| Artjom Sacharow \| Kasachstan \| Astana \| + 9 s \| \| 6. \| Jason Lea \| Australien \| UniSA-Australia \| + 10 s \| \| 7. \| Michael Storer \| Australien \| Team Sunweb \| + 10 s \| \| 8. \| Peter Sagan \| Slowakei \| Bora-Hansgrohe \| + 10 s \| \| 9. \| Jakub Mareczko \| Italien \| CCC Team \| + 10 s \| \| 10. \| Jaime Castrillo \| Spanien \| Movistar Team \| + 12 s \| |                 |             |                       |                 |
| |                 |             |                       |                 |
| Quelle: ProCyclingStats |                 |             |                       |                 |
| Gesamtwertung |                 |             |                       |                 |
| Fahrer | Fahrer          | Land        | Team                  | Zeit            |
| 1. | Patrick Bevin   | Neuseeland  | CCC Team              | 6 h 34 min 03 s |
| 2. | Elia Viviani    | Italien     | Deceuninck-Quick Step | + 5 s           |
| 3. | Caleb Ewan      | Australien  | Lotto-Soudal          | + 9 s           |
| 4. | Max Walscheid   | Deutschland | Team Sunweb           | + 9 s           |
| 5. | Artjom Sacharow | Kasachstan  | Astana                | + 9 s           |
| 6. | Jason Lea       | Australien  | UniSA-Australia       | + 10 s          |
| 7. | Michael Storer  | Australien  | Team Sunweb           | + 10 s          |
| 8. | Peter Sagan     | Slowakei    | Bora-Hansgrohe        | + 10 s          |
| 9. | Jakub Mareczko  | Italien     | CCC Team              | + 10 s          |
| 10. | Jaime Castrillo | Spanien     | Movistar Team         | + 12 s          |

### 3. Etappe
Die Gruppe des Tages bestand aus Elia Viviani (Italien/Deceuninck-Quick-Step), Nicholas Dlamini (Südafrika/Dimension Data), James Whelan (Australien/EF Education First), Nico Denz (Deutschland/AG2R La Mondiale), Manuele Boaro (Italien/Astana), Leo Vincent (Frankreich/Groupama-FDJ) sowie Michael Potter vom australischen Nationalteam UniSA – Australia. Sie konnten sich maximal drei Minuten Vorsprung herausfahren. Viviani gewann den Zwischensprint des Tages und war damit virtuell der Gesamtführende. Nachdem Viviani, Vincent, Boaro und Denz ins Feld eingeholt waren, fuhren Alberto Bettiol (Italien/EF Education First) und Davide Ballerini (Italien/Astana) zur restlichen Spitzengruppe auf. Etwa 10 km vor dem Ziel war jedoch Bettiol als letzter Spitzengruppe eingeholt. 3 km vor dem Ziel probierte Michael Woods (Kanada/EF Education First) als Solist das Ziel zu erreichen. Dies gelang jedoch nicht; Woods wurde 500 m vor dem Ziel eingeholt und es kam zum Sprint einer kleinen Gruppe. Peter Sagan (Slowakei/Bora) überholte kurz vor der Ziellinie Daryl Impey (Südafrika/Mitchelton-Scott), der zu früh den Sprint eröffnete, und gewann die Etappe. Patrick Bevin (Neuseeland/CCC) behielt die Gesamtführung durch den fünften Etappenrang.
| \| Etappenergebnis \| Etappenergebnis \| Etappenergebnis \| Etappenergebnis \| Etappenergebnis \| \| Fahrer \| Fahrer \| Land \| Team \| Zeit \| \| --------------- \| ------------------ \| --------------- \| ----------------- \| --------------- \| \| 1. \| Peter Sagan \| Slowakei \| Bora-Hansgrohe \| 3 h 46 min 06 s \| \| 2. \| Luis León Sánchez \| Spanien \| Astana \| + 0 s \| \| 3. \| Daryl Impey \| Südarfika \| Mitchelton-Scott \| + 0 s \| \| 4. \| Danny van Poppel \| Niederlande \| Team Jumbo-Visma \| + 0 s \| \| 5. \| Patrick Bevin \| Neuseeland \| CCC Team \| + 0 s \| \| 6. \| Jan Polanc \| Slowenien \| UAE Team Emirates \| + 0 s \| \| 7. \| Ruben Guerreiro \| Portugal \| Katusha-Alpecin \| + 0 s \| \| 8. \| Tadej Pogačar \| Slowenien \| UAE Team Emirates \| + 0 s \| \| 9. \| Chris Hamilton \| Australien \| Team Sunweb \| + 0 s \| \| 10. \| Domenico Pozzovivo \| Italien \| Bahrain-Merida \| + 0 s \| |                    |             |                   |                 |
| |                    |             |                   |                 |
| Quelle: ProCyclingStats |                    |             |                   |                 |
| Etappenergebnis |                    |             |                   |                 |
| Fahrer | Fahrer             | Land        | Team              | Zeit            |
| 1. | Peter Sagan        | Slowakei    | Bora-Hansgrohe    | 3 h 46 min 06 s |
| 2. | Luis León Sánchez  | Spanien     | Astana            | + 0 s           |
| 3. | Daryl Impey        | Südarfika   | Mitchelton-Scott  | + 0 s           |
| 4. | Danny van Poppel   | Niederlande | Team Jumbo-Visma  | + 0 s           |
| 5. | Patrick Bevin      | Neuseeland  | CCC Team          | + 0 s           |
| 6. | Jan Polanc         | Slowenien   | UAE Team Emirates | + 0 s           |
| 7. | Ruben Guerreiro    | Portugal    | Katusha-Alpecin   | + 0 s           |
| 8. | Tadej Pogačar      | Slowenien   | UAE Team Emirates | + 0 s           |
| 9. | Chris Hamilton     | Australien  | Team Sunweb       | + 0 s           |
| 10. | Domenico Pozzovivo | Italien     | Bahrain-Merida    | + 0 s           |

| \| Gesamtwertung \| Gesamtwertung \| Gesamtwertung \| Gesamtwertung \| Gesamtwertung \| \| Fahrer \| Fahrer \| Land \| Team \| Zeit \| \| ------------- \| ----------------- \| ------------- \| ----------------- \| ---------------- \| \| 1. \| Patrick Bevin \| Neuseeland \| CCC Team \| 10 h 20 min 09 s \| \| 2. \| Peter Sagan \| Slowakei \| Bora-Hansgrohe \| + 1 s \| \| 3. \| Luis León Sánchez \| Spanien \| Astana \| + 9 s \| \| 4. \| Michael Storer \| Australien \| Team Sunweb \| + 10 s \| \| 5. \| Daryl Impey \| Südarfika \| Mitchelton-Scott \| + 11 s \| \| 6. \| Danny van Poppel \| Niederlande \| Team Jumbo-Visma \| + 15 s \| \| 7. \| Jan Polanc \| Slowenien \| UAE Team Emirates \| + 15 s \| \| 8. \| Ryan Gibbons \| Südarfika \| Dimension Data \| + 15 s \| \| 9. \| Chris Hamilton \| Australien \| Team Sunweb \| + 15 s \| \| 10. \| George Bennett \| Neuseeland \| Team Jumbo-Visma \| + 15 s \| |                   |             |                   |                  |
| |                   |             |                   |                  |
| Quelle: ProCyclingStats |                   |             |                   |                  |
| Gesamtwertung |                   |             |                   |                  |
| Fahrer | Fahrer            | Land        | Team              | Zeit             |
| 1. | Patrick Bevin     | Neuseeland  | CCC Team          | 10 h 20 min 09 s |
| 2. | Peter Sagan       | Slowakei    | Bora-Hansgrohe    | + 1 s            |
| 3. | Luis León Sánchez | Spanien     | Astana            | + 9 s            |
| 4. | Michael Storer    | Australien  | Team Sunweb       | + 10 s           |
| 5. | Daryl Impey       | Südarfika   | Mitchelton-Scott  | + 11 s           |
| 6. | Danny van Poppel  | Niederlande | Team Jumbo-Visma  | + 15 s           |
| 7. | Jan Polanc        | Slowenien   | UAE Team Emirates | + 15 s           |
| 8. | Ryan Gibbons      | Südarfika   | Dimension Data    | + 15 s           |
| 9. | Chris Hamilton    | Australien  | Team Sunweb       | + 15 s           |
| 10. | George Bennett    | Neuseeland  | Team Jumbo-Visma  | + 15 s           |

### 4. Etappe
In der Gruppe des Tages befanden sich Thomas De Gendt (Belgien/Lotto-Soudal), Hermann Pernsteiner (Österreich/Bahrain-Merida), Jasha Sütterlin (Deutschland/Movistar), Miles Scotson (Australien/Groupama-FDJ), Benoît Cosnefroy (Frankreich/AG2R La Mondiale) sowie Nicholas White vom australischen Nationalteam UniSA – Australia. Sie konnten sich maximal fünf Minuten Vorsprung herausfahren. Als letzter Ausreißer wurde Pernsteiner etwa 7 km vor dem Ziel, im letzten Anstieg, den Corkscrew-Berg, gestellt. Im Berg drin konnten sich Wout Poels (Niederlande/Sky), Richie Porte (Australien/Trek), George Bennett (Neuseeland/Jumbo-Visma) und Michael Woods (Kanada/EF Education-First) von den verbliebenen Fahrern absetzen. 2 km vor dem Ende war auch diese Gruppe wieder eingeholt. Es kam zum Sprint einer gut 20-köpfigen Gruppe. Diesen gewann Daryl Impey (Südafrika/Mitchelton-Scott) vor Patrick Bevin (Neuseeland/CCC), der die Gesamtführung behielt.
| \| Etappenergebnis \| Etappenergebnis \| Etappenergebnis \| Etappenergebnis \| Etappenergebnis \| \| Fahrer \| Fahrer \| Land \| Team \| Zeit \| \| --------------- \| ----------------- \| --------------- \| ------------------ \| --------------- \| \| 1. \| Daryl Impey \| Südarfika \| Mitchelton-Scott \| 3 h 03 min 27 s \| \| 2. \| Patrick Bevin \| Neuseeland \| CCC Team \| + 0 s \| \| 3. \| Luis León Sánchez \| Spanien \| Astana \| + 0 s \| \| 4. \| Ruben Guerreiro \| Portugal \| Katusha-Alpecin \| + 0 s \| \| 5. \| Rubén Fernández \| Spanien \| Movistar Team \| + 0 s \| \| 6. \| George Bennett \| Neuseeland \| Team Jumbo-Visma \| + 0 s \| \| 7. \| Diego Ulissi \| Italien \| UAE Team Emirates \| + 0 s \| \| 8. \| Michael Woods \| Kanada \| EF Education First \| + 0 s \| \| 9. \| Chris Hamilton \| Australien \| Team Sunweb \| + 0 s \| \| 10. \| Dylan van Baarle \| Niederlande \| Team Sky \| + 0 s \| |                   |             |                    |                 |
| |                   |             |                    |                 |
| Quelle: ProCyclingStats |                   |             |                    |                 |
| Etappenergebnis |                   |             |                    |                 |
| Fahrer | Fahrer            | Land        | Team               | Zeit            |
| 1. | Daryl Impey       | Südarfika   | Mitchelton-Scott   | 3 h 03 min 27 s |
| 2. | Patrick Bevin     | Neuseeland  | CCC Team           | + 0 s           |
| 3. | Luis León Sánchez | Spanien     | Astana             | + 0 s           |
| 4. | Ruben Guerreiro   | Portugal    | Katusha-Alpecin    | + 0 s           |
| 5. | Rubén Fernández   | Spanien     | Movistar Team      | + 0 s           |
| 6. | George Bennett    | Neuseeland  | Team Jumbo-Visma   | + 0 s           |
| 7. | Diego Ulissi      | Italien     | UAE Team Emirates  | + 0 s           |
| 8. | Michael Woods     | Kanada      | EF Education First | + 0 s           |
| 9. | Chris Hamilton    | Australien  | Team Sunweb        | + 0 s           |
| 10. | Dylan van Baarle  | Niederlande | Team Sky           | + 0 s           |

| \| Gesamtwertung \| Gesamtwertung \| Gesamtwertung \| Gesamtwertung \| Gesamtwertung \| \| Fahrer \| Fahrer \| Land \| Team \| Zeit \| \| ------------- \| ----------------- \| ------------- \| ------------------ \| ---------------- \| \| 1. \| Patrick Bevin \| Neuseeland \| CCC Team \| 13 h 23 min 30 s \| \| 2. \| Daryl Impey \| Südarfika \| Mitchelton-Scott \| + 7 s \| \| 3. \| Luis León Sánchez \| Spanien \| Astana \| + 11 s \| \| 4. \| Chris Hamilton \| Australien \| Team Sunweb \| + 21 s \| \| 5. \| Ryan Gibbons \| Südarfika \| Dimension Data \| + 21 s \| \| 6. \| Jan Polanc \| Slowenien \| UAE Team Emirates \| + 21 s \| \| 7. \| George Bennett \| Neuseeland \| Team Jumbo-Visma \| + 21 s \| \| 8. \| Ruben Guerreiro \| Portugal \| Katusha-Alpecin \| + 21 s \| \| 9. \| Diego Ulissi \| Italien \| UAE Team Emirates \| + 21 s \| \| 10. \| Michael Woods \| Kanada \| EF Education First \| + 21 s \| |                   |            |                    |                  |
| |                   |            |                    |                  |
| Quelle: ProCyclingStats |                   |            |                    |                  |
| Gesamtwertung |                   |            |                    |                  |
| Fahrer | Fahrer            | Land       | Team               | Zeit             |
| 1. | Patrick Bevin     | Neuseeland | CCC Team           | 13 h 23 min 30 s |
| 2. | Daryl Impey       | Südarfika  | Mitchelton-Scott   | + 7 s            |
| 3. | Luis León Sánchez | Spanien    | Astana             | + 11 s           |
| 4. | Chris Hamilton    | Australien | Team Sunweb        | + 21 s           |
| 5. | Ryan Gibbons      | Südarfika  | Dimension Data     | + 21 s           |
| 6. | Jan Polanc        | Slowenien  | UAE Team Emirates  | + 21 s           |
| 7. | George Bennett    | Neuseeland | Team Jumbo-Visma   | + 21 s           |
| 8. | Ruben Guerreiro   | Portugal   | Katusha-Alpecin    | + 21 s           |
| 9. | Diego Ulissi      | Italien    | UAE Team Emirates  | + 21 s           |
| 10. | Michael Woods     | Kanada     | EF Education First | + 21 s           |

### 5. Etappe
Jasper Philipsen vom (UAE Team Emirates) gewann den Massensprint des Feldes, nachdem Caleb Ewan wegen eines irregulären Sprints distanziert wurde. Der Gesamtführende Patrick Bevin stürzte 10 Kilometer vor dem Ziel schwer, erreichte das Ziel aber mit der Hauptgruppe und konnte so seine Führung verteidigen.
| \| Etappenergebnis \| Etappenergebnis \| Etappenergebnis \| Etappenergebnis \| Etappenergebnis \| \| Fahrer \| Fahrer \| Land \| Team \| Zeit \| \| --------------- \| ---------------- \| --------------- \| --------------------- \| --------------- \| \| 1. \| Jasper Philipsen \| Belgien \| UAE Team Emirates \| 3 h 37 min 00 s \| \| 2. \| Peter Sagan \| Slowakei \| Bora-Hansgrohe \| + 0 s \| \| 3. \| Danny van Poppel \| Niederlande \| Team Jumbo-Visma \| + 0 s \| \| 4. \| Jens Debusschere \| Belgien \| Katusha-Alpecin \| + 0 s \| \| 5. \| Elia Viviani \| Italien \| Deceuninck-Quick Step \| + 0 s \| \| 6. \| Phil Bauhaus \| Deutschland \| Bahrain-Merida \| + 0 s \| \| 7. \| Cees Bol \| Niederlande \| Team Sunweb \| + 0 s \| \| 8. \| Ryan Gibbons \| Südarfika \| Dimension Data \| + 0 s \| \| 9. \| Wout Poels \| Niederlande \| Team Sky \| + 0 s \| \| 10. \| Davide Ballerini \| Italien \| Astana \| + 0 s \| |                  |             |                       |                 |
| |                  |             |                       |                 |
| Quelle: ProCyclingStats |                  |             |                       |                 |
| Etappenergebnis |                  |             |                       |                 |
| Fahrer | Fahrer           | Land        | Team                  | Zeit            |
| 1. | Jasper Philipsen | Belgien     | UAE Team Emirates     | 3 h 37 min 00 s |
| 2. | Peter Sagan      | Slowakei    | Bora-Hansgrohe        | + 0 s           |
| 3. | Danny van Poppel | Niederlande | Team Jumbo-Visma      | + 0 s           |
| 4. | Jens Debusschere | Belgien     | Katusha-Alpecin       | + 0 s           |
| 5. | Elia Viviani     | Italien     | Deceuninck-Quick Step | + 0 s           |
| 6. | Phil Bauhaus     | Deutschland | Bahrain-Merida        | + 0 s           |
| 7. | Cees Bol         | Niederlande | Team Sunweb           | + 0 s           |
| 8. | Ryan Gibbons     | Südarfika   | Dimension Data        | + 0 s           |
| 9. | Wout Poels       | Niederlande | Team Sky              | + 0 s           |
| 10. | Davide Ballerini | Italien     | Astana                | + 0 s           |

| \| Gesamtwertung \| Gesamtwertung \| Gesamtwertung \| Gesamtwertung \| Gesamtwertung \| \| Fahrer \| Fahrer \| Land \| Team \| Zeit \| \| ------------- \| ----------------- \| ------------- \| ------------------ \| ---------------- \| \| 1. \| Patrick Bevin \| Neuseeland \| CCC Team \| 17 h 00 min 25 s \| \| 2. \| Daryl Impey \| Südarfika \| Mitchelton-Scott \| + 7 s \| \| 3. \| Luis León Sánchez \| Spanien \| Astana \| + 16 s \| \| 4. \| Ryan Gibbons \| Südarfika \| Dimension Data \| + 26 s \| \| 5. \| Jan Polanc \| Slowenien \| UAE Team Emirates \| + 26 s \| \| 6. \| Ruben Guerreiro \| Portugal \| Katusha-Alpecin \| + 26 s \| \| 7. \| George Bennett \| Neuseeland \| Team Jumbo-Visma \| + 26 s \| \| 8. \| Chris Hamilton \| Australien \| Team Sunweb \| + 26 s \| \| 9. \| Wout Poels \| Niederlande \| Team Sky \| + 26 s \| \| 10. \| Michael Woods \| Kanada \| EF Education First \| + 26 s \| |                   |             |                    |                  |
| |                   |             |                    |                  |
| Quelle: ProCyclingStats |                   |             |                    |                  |
| Gesamtwertung |                   |             |                    |                  |
| Fahrer | Fahrer            | Land        | Team               | Zeit             |
| 1. | Patrick Bevin     | Neuseeland  | CCC Team           | 17 h 00 min 25 s |
| 2. | Daryl Impey       | Südarfika   | Mitchelton-Scott   | + 7 s            |
| 3. | Luis León Sánchez | Spanien     | Astana             | + 16 s           |
| 4. | Ryan Gibbons      | Südarfika   | Dimension Data     | + 26 s           |
| 5. | Jan Polanc        | Slowenien   | UAE Team Emirates  | + 26 s           |
| 6. | Ruben Guerreiro   | Portugal    | Katusha-Alpecin    | + 26 s           |
| 7. | George Bennett    | Neuseeland  | Team Jumbo-Visma   | + 26 s           |
| 8. | Chris Hamilton    | Australien  | Team Sunweb        | + 26 s           |
| 9. | Wout Poels        | Niederlande | Team Sky           | + 26 s           |
| 10. | Michael Woods     | Kanada      | EF Education First | + 26 s           |

### 6. Etappe
Der am Vortag schwer gestürzte Gesamtführende Bevin verlor bereits bei der ersten Überfahrt des Zieklhangs Willunga Hill den Anschluss. Am Zielhang attackierte zunächst Wout Poels (Team Sky), dem 1.300 Meter vor dem Ziel der spätere Etappensieger Richie Porte Trek-Segafredo folgte. Kurz vor dem Ziel schloss auch Daryl Impey auf, der Tagesdritter wurde und so seinen Vorjahressieg wiederholte.
| \| Etappenergebnis \| Etappenergebnis \| Etappenergebnis \| Etappenergebnis \| Etappenergebnis \| \| Fahrer \| Fahrer \| Land \| Team \| Zeit \| \| --------------- \| ----------------- \| --------------- \| --------------------- \| --------------- \| \| 1. \| Richie Porte \| Australien \| Trek-Segafredo \| 3 h 30 min 14 s \| \| 2. \| Wout Poels \| Niederlande \| Team Sky \| + 0 s \| \| 3. \| Daryl Impey \| Südarfika \| Mitchelton-Scott \| + 0 s \| \| 4. \| Rohan Dennis \| Australien \| Bahrain-Merida \| + 3 s \| \| 5. \| Luis León Sánchez \| Spanien \| Astana \| + 6 s \| \| 6. \| Chris Hamilton \| Australien \| Team Sunweb \| + 10 s \| \| 7. \| Michael Woods \| Kanada \| EF Education First \| + 15 s \| \| 8. \| Diego Ulissi \| Italien \| UAE Team Emirates \| + 17 s \| \| 9. \| Tom-Jelte Slagter \| Niederlande \| Dimension Data \| + 17 s \| \| 10. \| Dries Devenyns \| Belgien \| Deceuninck-Quick Step \| + 17 s \| |                   |             |                       |                 |
| |                   |             |                       |                 |
| Quelle: ProCyclingStats |                   |             |                       |                 |
| Etappenergebnis |                   |             |                       |                 |
| Fahrer | Fahrer            | Land        | Team                  | Zeit            |
| 1. | Richie Porte      | Australien  | Trek-Segafredo        | 3 h 30 min 14 s |
| 2. | Wout Poels        | Niederlande | Team Sky              | + 0 s           |
| 3. | Daryl Impey       | Südarfika   | Mitchelton-Scott      | + 0 s           |
| 4. | Rohan Dennis      | Australien  | Bahrain-Merida        | + 3 s           |
| 5. | Luis León Sánchez | Spanien     | Astana                | + 6 s           |
| 6. | Chris Hamilton    | Australien  | Team Sunweb           | + 10 s          |
| 7. | Michael Woods     | Kanada      | EF Education First    | + 15 s          |
| 8. | Diego Ulissi      | Italien     | UAE Team Emirates     | + 17 s          |
| 9. | Tom-Jelte Slagter | Niederlande | Dimension Data        | + 17 s          |
| 10. | Dries Devenyns    | Belgien     | Deceuninck-Quick Step | + 17 s          |

## Gesamtwertung
| \| Gesamtwertung \| Gesamtwertung \| Gesamtwertung \| Gesamtwertung \| Gesamtwertung \| \| Fahrer \| Fahrer \| Land \| Team \| Zeit \| \| ------------- \| ----------------- \| ------------- \| --------------------- \| ---------------- \| \| 1. \| Daryl Impey \| Südarfika \| Mitchelton-Scott \| 20 h 30 min 42 s \| \| 2. \| Richie Porte \| Australien \| Trek-Segafredo \| + 13 s \| \| 3. \| Wout Poels \| Niederlande \| Team Sky \| + 17 s \| \| 4. \| Luis León Sánchez \| Spanien \| Astana \| + 19 s \| \| 5. \| Rohan Dennis \| Australien \| Bahrain-Merida \| + 26 s \| \| 6. \| Chris Hamilton \| Australien \| Team Sunweb \| + 33 s \| \| 7. \| Michael Woods \| Kanada \| EF Education First \| + 38 s \| \| 8. \| Ruben Guerreiro \| Portugal \| Katusha-Alpecin \| + 40 s \| \| 9. \| Diego Ulissi \| Italien \| UAE Team Emirates \| + 40 s \| \| 10. \| Dries Devenyns \| Belgien \| Deceuninck-Quick Step \| + 40 s \| |                   |             |                       |                  |
| |                   |             |                       |                  |
| Quelle: ProCyclingStats |                   |             |                       |                  |
| Gesamtwertung |                   |             |                       |                  |
| Fahrer | Fahrer            | Land        | Team                  | Zeit             |
| 1. | Daryl Impey       | Südarfika   | Mitchelton-Scott      | 20 h 30 min 42 s |
| 2. | Richie Porte      | Australien  | Trek-Segafredo        | + 13 s           |
| 3. | Wout Poels        | Niederlande | Team Sky              | + 17 s           |
| 4. | Luis León Sánchez | Spanien     | Astana                | + 19 s           |
| 5. | Rohan Dennis      | Australien  | Bahrain-Merida        | + 26 s           |
| 6. | Chris Hamilton    | Australien  | Team Sunweb           | + 33 s           |
| 7. | Michael Woods     | Kanada      | EF Education First    | + 38 s           |
| 8. | Ruben Guerreiro   | Portugal    | Katusha-Alpecin       | + 40 s           |
| 9. | Diego Ulissi      | Italien     | UAE Team Emirates     | + 40 s           |
| 10. | Dries Devenyns    | Belgien     | Deceuninck-Quick Step | + 40 s           |

## Wertungstrikots
| Etappe         | Etappensieger    | Gesamtwertung | Bergwertung | Punktewertung | Nachwuchswertung | Kämpferischster Fahrer | Teamwertung       |
| -------------- | ---------------- | ------------- | ----------- | ------------- | ---------------- | ---------------------- | ----------------- |
| 1              | Elia Viviani     | Elia Viviani  | Jason Lea   | Elia Viviani  | Michael Storer   | Patrick Bevin          | UAE Team Emirates |
| 2              | Patrick Bevin    | Patrick Bevin | Jason Lea   | Elia Viviani  | Caleb Ewan       | Mathieu Ladagnous      | UAE Team Emirates |
| 3              | Peter Sagan      | Patrick Bevin | Jason Lea   | Peter Sagan   | Michael Storer   | Manuele Boaro          | UAE Team Emirates |
| 4              | Daryl Impey      | Patrick Bevin | Jason Lea   | Patrick Bevin | Chris Hamilton   | Thomas De Gendt        | UAE Team Emirates |
| 5              | Jasper Philipsen | Patrick Bevin | Jason Lea   | Patrick Bevin | Ryan Gibbons     | Mathieu Ladagnous      | UAE Team Emirates |
| 6              | Richie Porte     | Daryl Impey   | Jason Lea   | Patrick Bevin | Chris Hamilton   | Danny van Poppel       | UAE Team Emirates |
| Wertungssieger | Wertungssieger   | Daryl Impey   | Jason Lea   | Patrick Bevin | Chris Hamilton   | nicht vergeben         | UAE Team Emirates |

## Startliste
| Mitchelton-Scott MTS | Mitchelton-Scott MTS       | Mitchelton-Scott MTS |
| -------------------- | -------------------------- | -------------------- |
| Nr.                  | Fahrer                     | Platz                |
| 1                    | Daryl Impey (RSA) (Straße) | 1.                   |
| 2                    | Luke Durbridge (AUS)       | 78.                  |
| 3                    | Alexander Edmondson (AUS)  | 64.                  |
| 4                    | Lucas Hamilton (AUS)       | 84.                  |
| 5                    | Mathew Hayman (AUS)        | 65.                  |
| 6                    | Michael Hepburn (AUS)      | 19.                  |
| 7                    | Cameron Meyer (AUS)        | 34.                  |

| Bora-Hansgrohe BOH | Bora-Hansgrohe BOH      | Bora-Hansgrohe BOH |
| ------------------ | ----------------------- | ------------------ |
| Nr.                | Fahrer                  | Platz              |
| 11                 | Peter Sagan (SVK)       | 55.                |
| 12                 | Maciej Bodnar (POL)     | 97.                |
| 13                 | Oscar Gatto (ITA)       | 123.               |
| 14                 | Jay McCarthy (AUS)      | 33.                |
| 15                 | Gregor Mühlberger (AUT) | 21.                |
| 16                 | Daniel Oss (ITA)        | 52.                |
| 17                 | Lukas Pöstlberger (AUT) | 127.               |

| Trek-Segafredo TFS | Trek-Segafredo TFS      | Trek-Segafredo TFS |
| ------------------ | ----------------------- | ------------------ |
| Nr.                | Fahrer                  | Platz              |
| 21                 | Richie Porte (AUS)      | 2.                 |
| 22                 | William Clarke (AUS)    | 96.                |
| 23                 | Koen de Kort (NED)      | 106.               |
| 24                 | Jarlinson Pantano (COL) | 51.                |
| 25                 | Ryan Mullen (IRL)       | 66.                |
| 26                 | Kiel Reijnen (USA)      | 126.               |
| 27                 | Peter Stetina (USA)     | 50.                |

| Lotto-Soudal LTS | Lotto-Soudal LTS         | Lotto-Soudal LTS |
| ---------------- | ------------------------ | ---------------- |
| Nr.              | Fahrer                   | Platz            |
| 31               | Caleb Ewan (AUS)         | 95.              |
| 32               | Adam Blythe (GBR)        | 113.             |
| 33               | Tomasz Marczyński (POL)  | 54.              |
| 34               | Carl Fredrik Hagen (NOR) | 36.              |
| 35               | Adam Hansen (AUS)        | 75.              |
| 36               | Roger Kluge (GER)        | 110.             |
| 37               | Thomas De Gendt (BEL)    | 74.              |

| UAE Team Emirates UAD | UAE Team Emirates UAD   | UAE Team Emirates UAD |
| --------------------- | ----------------------- | --------------------- |
| Nr.                   | Fahrer                  | Platz                 |
| 41                    | Sven Erik Bystrøm (NOR) | 53.                   |
| 42                    | Rory Sutherland (AUS)   | 111.                  |
| 43                    | Ivo Oliveira (POR)      | 88.                   |
| 44                    | Jasper Philipsen (BEL)  | 77.                   |
| 45                    | Tadej Pogačar (SLO)     | 13.                   |
| 46                    | Jan Polanc (SLO)        | 15.                   |
| 47                    | Diego Ulissi (ITA)      | 9.                    |

| Dimension Data TDD | Dimension Data TDD      | Dimension Data TDD |
| ------------------ | ----------------------- | ------------------ |
| Nr.                | Fahrer                  | Platz              |
| 51                 | Michael Valgren (DEN)   | 37.                |
| 52                 | Lars Bak (DEN)          | 40.                |
| 53                 | Nic Dlamini (RSA)       | 100.               |
| 54                 | Ryan Gibbons (RSA)      | 11.                |
| 55                 | Ben O’Connor (AUS)      | 20.                |
| 56                 | Scott Davies (GBR)      | 59.                |
| 57                 | Tom-Jelte Slagter (NED) | 17.                |

| Bahrain-Merida TBM | Bahrain-Merida TBM        | Bahrain-Merida TBM |
| ------------------ | ------------------------- | ------------------ |
| Nr.                | Fahrer                    | Platz              |
| 61                 | Domenico Pozzovivo (ITA)  | 14.                |
| 62                 | Phil Bauhaus (GER)        | 94.                |
| 63                 | Rohan Dennis (AUS)        | 5.                 |
| 64                 | Heinrich Haussler (AUS)   | 49.                |
| 65                 | Hermann Pernsteiner (AUT) | 27.                |
| 66                 | Yukiya Arashiro (JPN)     | 39.                |
| 67                 | Marcel Sieberg (GER)      | 122.               |

| EF Education First EF1 | EF Education First EF1 | EF Education First EF1 |
| ---------------------- | ---------------------- | ---------------------- |
| Nr.                    | Fahrer                 | Platz                  |
| 71                     | Michael Woods (CAN)    | 7.                     |
| 72                     | Mitchell Docker (AUS)  | 93.                    |
| 73                     | Daniel McLay (GBR)     | DNF-6                  |
| 74                     | Lachlan Morton (AUS)   | 82.                    |
| 75                     | Thomas Scully (NZL)    | 86.                    |
| 76                     | James Whelan (AUS)     | 46.                    |
| 77                     | Alberto Bettiol (ITA)  | 76.                    |

| Team Sunweb SUN | Team Sunweb SUN           | Team Sunweb SUN |
| --------------- | ------------------------- | --------------- |
| Nr.             | Fahrer                    | Platz           |
| 81              | Cees Bol (NED)            | 109.            |
| 82              | Johannes Fröhlinger (GER) | 79.             |
| 83              | Chris Hamilton (AUS)      | 6.              |
| 84              | Jai Hindley (AUS)         | 18.             |
| 85              | Max Kanter (GER)          | DNF-3           |
| 86              | Michael Storer (AUS)      | 28.             |
| 87              | Max Walscheid (GER)       | 120.            |

| AG2R La Mondiale ALM | AG2R La Mondiale ALM     | AG2R La Mondiale ALM |
| -------------------- | ------------------------ | -------------------- |
| Nr.                  | Fahrer                   | Platz                |
| 91                   | Pierre Latour (FRA)      | 32.                  |
| 92                   | Gediminas Bagdonas (LTU) | 116.                 |
| 93                   | Clément Chevrier (FRA)   | 72.                  |
| 94                   | Benoît Cosnefroy (FRA)   | 124.                 |
| 95                   | Nico Denz (GER)          | 115.                 |
| 96                   | Hubert Dupont (FRA)      | 47.                  |
| 97                   | Nans Peters (FRA)        | 81.                  |

| Astana AST | Astana AST              | Astana AST |
| ---------- | ----------------------- | ---------- |
| Nr.        | Fahrer                  | Platz      |
| 101        | Davide Ballerini (ITA)  | 83.        |
| 102        | Manuele Boaro (ITA)     | 92.        |
| 103        | Laurens De Vreese (BEL) | 102.       |
| 104        | Daniil Fominych (KAZ)   | 85.        |
| 105        | Jewgeni Giditsch (KAZ)  | 63.        |
| 106        | Artjom Sacharow (KAZ)   | 103.       |
| 107        | Luis León Sánchez (ESP) | 4.         |

| Katusha-Alpecin TKA | Katusha-Alpecin TKA         | Katusha-Alpecin TKA |
| ------------------- | --------------------------- | ------------------- |
| Nr.                 | Fahrer                      | Platz               |
| 111                 | Alex Dowsett (GBR)          | 128.                |
| 112                 | Jens Debusschere (BEL)      | 118.                |
| 113                 | Ruben Guerreiro (POR)       | 8.                  |
| 114                 | Nathan Haas (AUS)           | 125.                |
| 115                 | Marco Haller (AUT)          | 61.                 |
| 116                 | Wjatscheslaw Kusnezow (RUS) | 38.                 |
| 117                 | Dmitri Strachow (RUS)       | 57.                 |

| Groupama-FDJ GFC | Groupama-FDJ GFC         | Groupama-FDJ GFC |
| ---------------- | ------------------------ | ---------------- |
| Nr.              | Fahrer                   | Platz            |
| 121              | Miles Scotson (AUS)      | 43.              |
| 122              | Daniel Hoelgaard (NOR)   | 90.              |
| 123              | Matthieu Ladagnous (FRA) | 70.              |
| 124              | Tobias Ludvigsson (SWE)  | 23.              |
| 125              | Steve Morabito (SUI)     | 25.              |
| 126              | Kilian Frankiny (SUI)    | 69.              |
| 127              | Léo Vincent (FRA)        | 80.              |

| Movistar Team MOV | Movistar Team MOV      | Movistar Team MOV |
| ----------------- | ---------------------- | ----------------- |
| Nr.               | Fahrer                 | Platz             |
| 131               | Héctor Carretero (ESP) | 45.               |
| 132               | Jaime Castrillo (ESP)  | DNF-6             |
| 133               | Rubén Fernández (ESP)  | 60.               |
| 134               | Lluís Mas (ESP)        | 24.               |
| 135               | Eduard Prades (ESP)    | 22.               |
| 136               | Jasha Sütterlin (GER)  | 56.               |
| 137               | Rafael Valls (ESP)     | 42.               |

| Deceuninck-Quick Step DQT | Deceuninck-Quick Step DQT   | Deceuninck-Quick Step DQT |
| ------------------------- | --------------------------- | ------------------------- |
| Nr.                       | Fahrer                      | Platz                     |
| 141                       | Elia Viviani (ITA)          | 119.                      |
| 142                       | Fabio Sabatini (ITA)        | 104.                      |
| 143                       | Michael Mørkøv (DEN)        | 101.                      |
| 144                       | Mikkel Frølich Honoré (DEN) | DNS-5                     |
| 145                       | Dries Devenyns (BEL)        | 10.                       |
| 146                       | James Knox (GBR)            | 48.                       |
| 147                       | Rémi Cavagna (FRA)          | 29.                       |

| Team Jumbo-Visma TJV | Team Jumbo-Visma TJV    | Team Jumbo-Visma TJV |
| -------------------- | ----------------------- | -------------------- |
| Nr.                  | Fahrer                  | Platz                |
| 151                  | George Bennett (NZL)    | 12.                  |
| 152                  | Robert Gesink (NED)     | 31.                  |
| 153                  | Lennard Hofstede (NED)  | 35.                  |
| 154                  | Bert-Jan Lindeman (NED) | 108.                 |
| 155                  | Tom Leezer (NED)        | 71.                  |
| 156                  | Danny van Poppel (NED)  | 68.                  |
| 157                  | Maarten Wijnants (BEL)  | 91.                  |

| Team Sky SKY | Team Sky SKY               | Team Sky SKY |
| ------------ | -------------------------- | ------------ |
| Nr.          | Fahrer                     | Platz        |
| 161          | Owain Doull (GBR)          | 99.          |
| 162          | Kenny Elissonde (FRA)      | 44.          |
| 163          | Kristoffer Halvorsen (NOR) | 117.         |
| 164          | Christian Knees (GER)      | 87.          |
| 165          | Wout Poels (NED)           | 3.           |
| 166          | Luke Rowe (GBR)            | 89.          |
| 167          | Dylan van Baarle (NED)     | 16.          |

| CCC Team CPT | CCC Team CPT                 | CCC Team CPT |
| ------------ | ---------------------------- | ------------ |
| Nr.          | Fahrer                       | Platz        |
| 171          | Patrick Bevin (NZL)          | 41.          |
| 172          | Víctor de la Parte (ESP)     | 67.          |
| 173          | Jakub Mareczko (ITA)         | 114.         |
| 174          | Łukasz Owsian (POL)          | 98.          |
| 175          | Joey Rosskopf (USA)          | 62.          |
| 176          | Francisco José Ventoso (ESP) | 112.         |
| 177          | Szymon Sajnok (POL)          | 129.         |

| UniSA-Australia UNA | UniSA-Australia UNA      | UniSA-Australia UNA |
| ------------------- | ------------------------ | ------------------- |
| Nr.                 | Fahrer                   | Platz               |
| 181                 | Chris Harper (AUS)       | 26.                 |
| 182                 | Dylan Sunderland (AUS)   | 30.                 |
| 183                 | Ayden Toovey (AUS)       | 73.                 |
| 184                 | Jason Lea (AUS)          | 107.                |
| 185                 | Neil Van der Ploeg (AUS) | 121.                |
| 186                 | Michael Potter (AUS)     | 105.                |
| 187                 | Nicholas White (AUS)     | 58.                 |

| Mitchelton-Scott MTS | Mitchelton-Scott MTS       | Mitchelton-Scott MTS |
| -------------------- | -------------------------- | -------------------- |
| Nr.                  | Fahrer                     | Platz                |
| 1                    | Daryl Impey (RSA) (Straße) | 1.                   |
| 2                    | Luke Durbridge (AUS)       | 78.                  |
| 3                    | Alexander Edmondson (AUS)  | 64.                  |
| 4                    | Lucas Hamilton (AUS)       | 84.                  |
| 5                    | Mathew Hayman (AUS)        | 65.                  |
| 6                    | Michael Hepburn (AUS)      | 19.                  |
| 7                    | Cameron Meyer (AUS)        | 34.                  |

| Bora-Hansgrohe BOH | Bora-Hansgrohe BOH      | Bora-Hansgrohe BOH |
| ------------------ | ----------------------- | ------------------ |
| Nr.                | Fahrer                  | Platz              |
| 11                 | Peter Sagan (SVK)       | 55.                |
| 12                 | Maciej Bodnar (POL)     | 97.                |
| 13                 | Oscar Gatto (ITA)       | 123.               |
| 14                 | Jay McCarthy (AUS)      | 33.                |
| 15                 | Gregor Mühlberger (AUT) | 21.                |
| 16                 | Daniel Oss (ITA)        | 52.                |
| 17                 | Lukas Pöstlberger (AUT) | 127.               |

| Trek-Segafredo TFS | Trek-Segafredo TFS      | Trek-Segafredo TFS |
| ------------------ | ----------------------- | ------------------ |
| Nr.                | Fahrer                  | Platz              |
| 21                 | Richie Porte (AUS)      | 2.                 |
| 22                 | William Clarke (AUS)    | 96.                |
| 23                 | Koen de Kort (NED)      | 106.               |
| 24                 | Jarlinson Pantano (COL) | 51.                |
| 25                 | Ryan Mullen (IRL)       | 66.                |
| 26                 | Kiel Reijnen (USA)      | 126.               |
| 27                 | Peter Stetina (USA)     | 50.                |

| Lotto-Soudal LTS | Lotto-Soudal LTS         | Lotto-Soudal LTS |
| ---------------- | ------------------------ | ---------------- |
| Nr.              | Fahrer                   | Platz            |
| 31               | Caleb Ewan (AUS)         | 95.              |
| 32               | Adam Blythe (GBR)        | 113.             |
| 33               | Tomasz Marczyński (POL)  | 54.              |
| 34               | Carl Fredrik Hagen (NOR) | 36.              |
| 35               | Adam Hansen (AUS)        | 75.              |
| 36               | Roger Kluge (GER)        | 110.             |
| 37               | Thomas De Gendt (BEL)    | 74.              |

| UAE Team Emirates UAD | UAE Team Emirates UAD   | UAE Team Emirates UAD |
| --------------------- | ----------------------- | --------------------- |
| Nr.                   | Fahrer                  | Platz                 |
| 41                    | Sven Erik Bystrøm (NOR) | 53.                   |
| 42                    | Rory Sutherland (AUS)   | 111.                  |
| 43                    | Ivo Oliveira (POR)      | 88.                   |
| 44                    | Jasper Philipsen (BEL)  | 77.                   |
| 45                    | Tadej Pogačar (SLO)     | 13.                   |
| 46                    | Jan Polanc (SLO)        | 15.                   |
| 47                    | Diego Ulissi (ITA)      | 9.                    |

| Dimension Data TDD | Dimension Data TDD      | Dimension Data TDD |
| ------------------ | ----------------------- | ------------------ |
| Nr.                | Fahrer                  | Platz              |
| 51                 | Michael Valgren (DEN)   | 37.                |
| 52                 | Lars Bak (DEN)          | 40.                |
| 53                 | Nic Dlamini (RSA)       | 100.               |
| 54                 | Ryan Gibbons (RSA)      | 11.                |
| 55                 | Ben O’Connor (AUS)      | 20.                |
| 56                 | Scott Davies (GBR)      | 59.                |
| 57                 | Tom-Jelte Slagter (NED) | 17.                |

| Bahrain-Merida TBM | Bahrain-Merida TBM        | Bahrain-Merida TBM |
| ------------------ | ------------------------- | ------------------ |
| Nr.                | Fahrer                    | Platz              |
| 61                 | Domenico Pozzovivo (ITA)  | 14.                |
| 62                 | Phil Bauhaus (GER)        | 94.                |
| 63                 | Rohan Dennis (AUS)        | 5.                 |
| 64                 | Heinrich Haussler (AUS)   | 49.                |
| 65                 | Hermann Pernsteiner (AUT) | 27.                |
| 66                 | Yukiya Arashiro (JPN)     | 39.                |
| 67                 | Marcel Sieberg (GER)      | 122.               |

| EF Education First EF1 | EF Education First EF1 | EF Education First EF1 |
| ---------------------- | ---------------------- | ---------------------- |
| Nr.                    | Fahrer                 | Platz                  |
| 71                     | Michael Woods (CAN)    | 7.                     |
| 72                     | Mitchell Docker (AUS)  | 93.                    |
| 73                     | Daniel McLay (GBR)     | DNF-6                  |
| 74                     | Lachlan Morton (AUS)   | 82.                    |
| 75                     | Thomas Scully (NZL)    | 86.                    |
| 76                     | James Whelan (AUS)     | 46.                    |
| 77                     | Alberto Bettiol (ITA)  | 76.                    |

| Team Sunweb SUN | Team Sunweb SUN           | Team Sunweb SUN |
| --------------- | ------------------------- | --------------- |
| Nr.             | Fahrer                    | Platz           |
| 81              | Cees Bol (NED)            | 109.            |
| 82              | Johannes Fröhlinger (GER) | 79.             |
| 83              | Chris Hamilton (AUS)      | 6.              |
| 84              | Jai Hindley (AUS)         | 18.             |
| 85              | Max Kanter (GER)          | DNF-3           |
| 86              | Michael Storer (AUS)      | 28.             |
| 87              | Max Walscheid (GER)       | 120.            |

| AG2R La Mondiale ALM | AG2R La Mondiale ALM     | AG2R La Mondiale ALM |
| -------------------- | ------------------------ | -------------------- |
| Nr.                  | Fahrer                   | Platz                |
| 91                   | Pierre Latour (FRA)      | 32.                  |
| 92                   | Gediminas Bagdonas (LTU) | 116.                 |
| 93                   | Clément Chevrier (FRA)   | 72.                  |
| 94                   | Benoît Cosnefroy (FRA)   | 124.                 |
| 95                   | Nico Denz (GER)          | 115.                 |
| 96                   | Hubert Dupont (FRA)      | 47.                  |
| 97                   | Nans Peters (FRA)        | 81.                  |

| Astana AST | Astana AST              | Astana AST |
| ---------- | ----------------------- | ---------- |
| Nr.        | Fahrer                  | Platz      |
| 101        | Davide Ballerini (ITA)  | 83.        |
| 102        | Manuele Boaro (ITA)     | 92.        |
| 103        | Laurens De Vreese (BEL) | 102.       |
| 104        | Daniil Fominych (KAZ)   | 85.        |
| 105        | Jewgeni Giditsch (KAZ)  | 63.        |
| 106        | Artjom Sacharow (KAZ)   | 103.       |
| 107        | Luis León Sánchez (ESP) | 4.         |

| Katusha-Alpecin TKA | Katusha-Alpecin TKA         | Katusha-Alpecin TKA |
| ------------------- | --------------------------- | ------------------- |
| Nr.                 | Fahrer                      | Platz               |
| 111                 | Alex Dowsett (GBR)          | 128.                |
| 112                 | Jens Debusschere (BEL)      | 118.                |
| 113                 | Ruben Guerreiro (POR)       | 8.                  |
| 114                 | Nathan Haas (AUS)           | 125.                |
| 115                 | Marco Haller (AUT)          | 61.                 |
| 116                 | Wjatscheslaw Kusnezow (RUS) | 38.                 |
| 117                 | Dmitri Strachow (RUS)       | 57.                 |

| Groupama-FDJ GFC | Groupama-FDJ GFC         | Groupama-FDJ GFC |
| ---------------- | ------------------------ | ---------------- |
| Nr.              | Fahrer                   | Platz            |
| 121              | Miles Scotson (AUS)      | 43.              |
| 122              | Daniel Hoelgaard (NOR)   | 90.              |
| 123              | Matthieu Ladagnous (FRA) | 70.              |
| 124              | Tobias Ludvigsson (SWE)  | 23.              |
| 125              | Steve Morabito (SUI)     | 25.              |
| 126              | Kilian Frankiny (SUI)    | 69.              |
| 127              | Léo Vincent (FRA)        | 80.              |

| Movistar Team MOV | Movistar Team MOV      | Movistar Team MOV |
| ----------------- | ---------------------- | ----------------- |
| Nr.               | Fahrer                 | Platz             |
| 131               | Héctor Carretero (ESP) | 45.               |
| 132               | Jaime Castrillo (ESP)  | DNF-6             |
| 133               | Rubén Fernández (ESP)  | 60.               |
| 134               | Lluís Mas (ESP)        | 24.               |
| 135               | Eduard Prades (ESP)    | 22.               |
| 136               | Jasha Sütterlin (GER)  | 56.               |
| 137               | Rafael Valls (ESP)     | 42.               |

| Deceuninck-Quick Step DQT | Deceuninck-Quick Step DQT   | Deceuninck-Quick Step DQT |
| ------------------------- | --------------------------- | ------------------------- |
| Nr.                       | Fahrer                      | Platz                     |
| 141                       | Elia Viviani (ITA)          | 119.                      |
| 142                       | Fabio Sabatini (ITA)        | 104.                      |
| 143                       | Michael Mørkøv (DEN)        | 101.                      |
| 144                       | Mikkel Frølich Honoré (DEN) | DNS-5                     |
| 145                       | Dries Devenyns (BEL)        | 10.                       |
| 146                       | James Knox (GBR)            | 48.                       |
| 147                       | Rémi Cavagna (FRA)          | 29.                       |

| Team Jumbo-Visma TJV | Team Jumbo-Visma TJV    | Team Jumbo-Visma TJV |
| -------------------- | ----------------------- | -------------------- |
| Nr.                  | Fahrer                  | Platz                |
| 151                  | George Bennett (NZL)    | 12.                  |
| 152                  | Robert Gesink (NED)     | 31.                  |
| 153                  | Lennard Hofstede (NED)  | 35.                  |
| 154                  | Bert-Jan Lindeman (NED) | 108.                 |
| 155                  | Tom Leezer (NED)        | 71.                  |
| 156                  | Danny van Poppel (NED)  | 68.                  |
| 157                  | Maarten Wijnants (BEL)  | 91.                  |

| Team Sky SKY | Team Sky SKY               | Team Sky SKY |
| ------------ | -------------------------- | ------------ |
| Nr.          | Fahrer                     | Platz        |
| 161          | Owain Doull (GBR)          | 99.          |
| 162          | Kenny Elissonde (FRA)      | 44.          |
| 163          | Kristoffer Halvorsen (NOR) | 117.         |
| 164          | Christian Knees (GER)      | 87.          |
| 165          | Wout Poels (NED)           | 3.           |
| 166          | Luke Rowe (GBR)            | 89.          |
| 167          | Dylan van Baarle (NED)     | 16.          |

| CCC Team CPT | CCC Team CPT                 | CCC Team CPT |
| ------------ | ---------------------------- | ------------ |
| Nr.          | Fahrer                       | Platz        |
| 171          | Patrick Bevin (NZL)          | 41.          |
| 172          | Víctor de la Parte (ESP)     | 67.          |
| 173          | Jakub Mareczko (ITA)         | 114.         |
| 174          | Łukasz Owsian (POL)          | 98.          |
| 175          | Joey Rosskopf (USA)          | 62.          |
| 176          | Francisco José Ventoso (ESP) | 112.         |
| 177          | Szymon Sajnok (POL)          | 129.         |

| UniSA-Australia UNA | UniSA-Australia UNA      | UniSA-Australia UNA |
| ------------------- | ------------------------ | ------------------- |
| Nr.                 | Fahrer                   | Platz               |
| 181                 | Chris Harper (AUS)       | 26.                 |
| 182                 | Dylan Sunderland (AUS)   | 30.                 |
| 183                 | Ayden Toovey (AUS)       | 73.                 |
| 184                 | Jason Lea (AUS)          | 107.                |
| 185                 | Neil Van der Ploeg (AUS) | 121.                |
| 186                 | Michael Potter (AUS)     | 105.                |
| 187                 | Nicholas White (AUS)     | 58.                 |